# Laxoplumeria macrophylla
Laxoplumeria macrophylla là một loài thực vật có hoa trong họ La bố ma. Loài này được (Kuhlm.) Monach. mô tả khoa học đầu tiên năm 1949.